# Annapolis mossi
Annapolis mossi är en spindelart som först beskrevs av Muma 1945.  Annapolis mossi ingår i släktet Annapolis och familjen täckvävarspindlar. Inga underarter finns listade i Catalogue of Life.